# Lokomotiva ET22

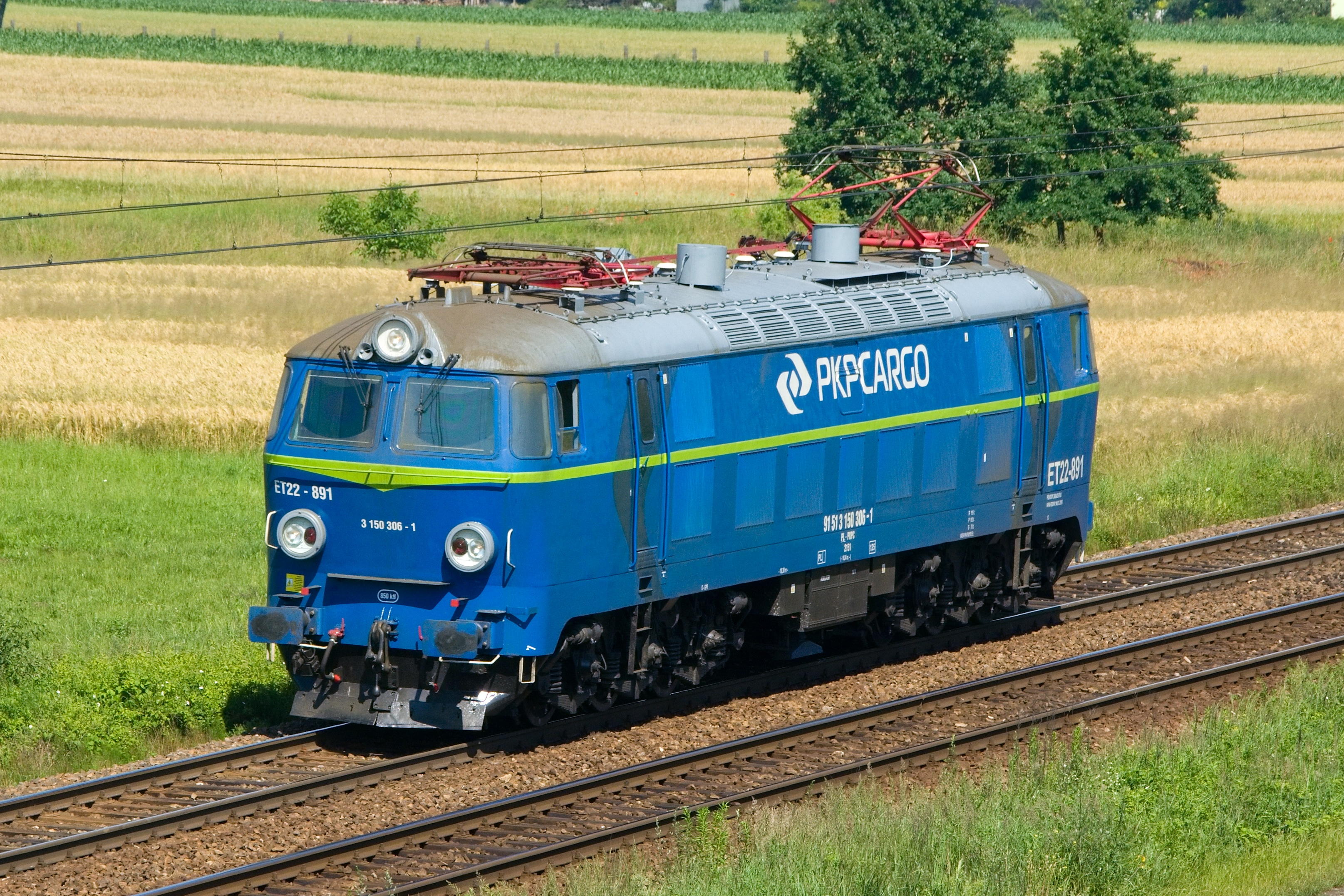
Lokomotiva ET22 dopravce PKP Cargo

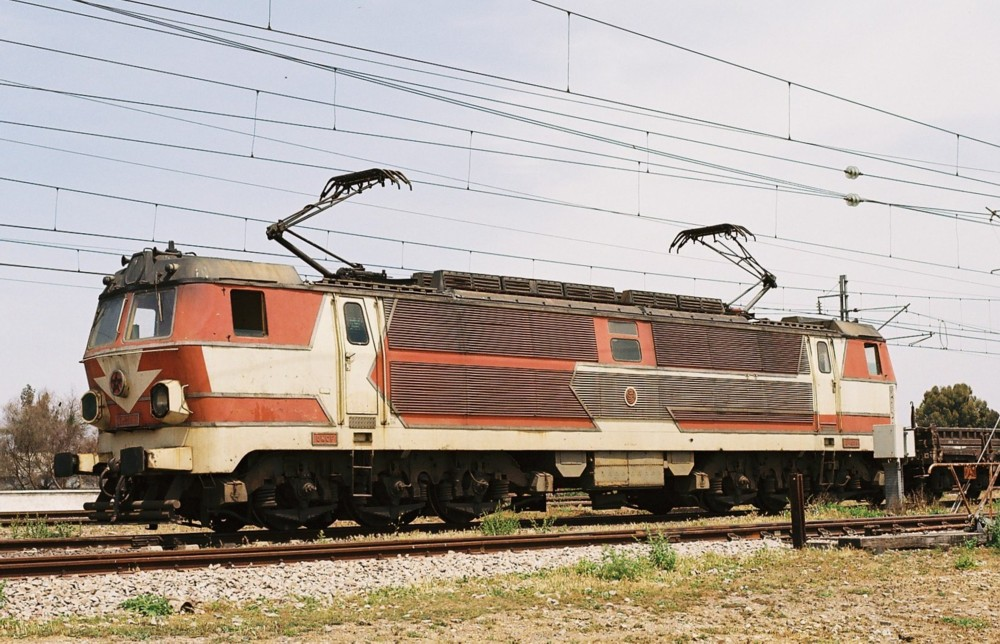
Lokomotiva řady E1000 marockých železnic ONCF

Lokomotivy řady ET22 (označení v Polsku) nebo E1000 (označení v Maroku) jsou šestinápravové stejnosměrné elektrické lokomotivy vyráběné jako typ 201E lokomotivkou Pafawag Wrocław v letech 1969 až 1989. Celkem bylo vyrobeno 1184 kusů pro Polskie Koleje Państwowe a 23 kusů pro marocké železnice Office National des Chemins de Fer (ONCF). V Polsku se pro tyto stroje používá přezdívka „byk“.

## Technické údaje
Lokomotiva je určena pro provoz na stejnosměrné napájecí soustavě 3 kV DC a má uspořádání pojezdu Co'Co'. Na lokomotivě je šest trakčních motorů o celkovém výkonu 3000 kW, maximální rychlost je 125 km/h, hmotnost ve službě 120 tun. Na síti Správy železnic má přechodnost z hlediska svislých účinků na trať D4, přechodnost z hlediska dynamických účinků 3.

## Provozovatelé
Nejvíc lokomotiv této řady je v provozu u polského dopravce PKP Cargo, který je provozuje nejen v Polsku, ale od roku 2007 také v Česku. Několik nepotřebných lokomotiv však již dříve PKP prodaly soukromým dopravcům Kopalnia Piasku "Kuźnica Warężyńska", dnes integrována do firmy DB Schenker Rail Zabrze, a CTL Maczki-Bór (část CTL Logistics). U CTL Logistics je dále několik kusů získaných od ONCF z Maroka.
Lokomotivy řady E1000 ONCF byly postupně vyřazovány a část byla prodána CTL Logistics do Polska. V roce 2007 byly v depu Casablanca k dispozici poslední tři lokomotivy této řady používané v případě potřeby jako náhradní za lokomotivy jiných řad.